# Fennesz
Christian Fennesz, souvent crédité sous le nom d'artiste Fennesz, est un guitariste et compositeur autrichien spécialisé dans la musique électronique, né le 25 décembre 1962 à Vienne.

## Biographie
Christian Fennesz grandit à Vienne en Autriche où il apprend très tôt la guitare et étudie la musique. Au début des années 1990, il joue au sein du groupe de rock expérimental Maische et prend part à l'émergence de la scène techno viennoise. Il alterne depuis les albums solos et les collaborations avec Jim O'Rourke, David Sylvian, Ryuichi Sakamoto, Ulver ou Sparklehorse, ainsi que Mike Patton sur scène.

## Style musical
Le webzine Pitchfork écrit que contrairement à beaucoup d'artistes de musique électronique ayant émergé dans les années 1990 et au début des années 2000, Fennesz ne peut être rattaché à l'IDM ou à la dance music. Ses compositions sont quasiment dénuées de beats.

## Discographie

### Albums studio
- 1997 : Hotel Paral.lel (Mego)
- 1999 : Plus Forty Seven Degrees 56' 37" Minus Sixteen Degrees 51' 08" (Touch)
- 2001 : Endless Summer (en) (Mego)
- 2004 : Venice (en) (Touch)
- 2008 : Black Sea (en) (Touch)
- 2010 : Szampler (Tapeworm)
- 2012 : AUN – The Beginning And The End Of All Things (Ash International)
- 2013 : 17.02.12 (Song Cycle Records)
- 2014 : Bécs (Editions Mego)
- 2014 : Mahler Remix (Touch)
- 2019 : Agora (Touch)

### Collaborations
- 1999 : Music For An Isolation Tank avec Zeitblom et Rantasa (Rhiz Records)
- 2005 : Cloud avec Keith Rowe, Toshimaru Nakamura et Oren Ambarchi (Erstwhile)
- 2007 : Cendre (en) avec Ryuichi Sakamoto (Touch)
- 2009 : In The Fishtank #15 avec Sparklehorse (Konkurrent)
- 2010 : Knoxville avec David Daniell et Tony Buck (Thrill Jockey)
- 2010 : Remiksz avec Stefan Goldmann (Tapeworm)
- 2011 : Flumina (en) avec Ryuichi Sakamoto (Commons)
- 2015 : Edition 1 avec King Midas Sound (Ninja Tune)
- 2015 : AirEffect avec OZmotic (Folk Wisdom)
- 2016 : It's Hard For Me To Say I’m Sorry avec Jim O'Rourke (Editions Mego)

### Avec Fenn O'Berg
Fenn O'Berg (en) est composé de Christian Fennesz, Peter Rehberg et Jim O'Rourke.
- 1999 : The Magic Sound of Fenn O'Berg (Mego)
- 2002 : The Return of Fenn O'Berg (Mego)
- 2010 : In Stereo (Mego)